# Eric Langenskiöld
Eric Johan Langenskiöld, född 2 november 1905 i Stockholm, död 1 februari 1985, var en svensk friherre, konsthistoriker och affärsman. Han var son till Karl Langenskiöld.
Efter studentexamen i Stockholm 1924 studerade Langenskiöld vid Uppsala universitet, där han blev filosofie kandidat 1929, filosofie licentiat 1931 och filosofie doktor 1938 efter att ha disputerat på avhandlingen Michele Sanmicheli. Langenskiöld var amanuens vid Uppsala universitets konstmuseum 1928–1931 och docent i konsthistoria vid universitetet 1938–1940. Från 1940 var han docent i konsthistoria vid Stockholms högskola. Langenskiöld var från 1932 styrelseledamot i AB Bankirfirman Langenskiöld och från 1935 i AB Fides och blev 1945 jourhavande direktör i dessa bolag. År 1938 inköpte han Carl Johan Cronstedts Fullerösamling och donerade den till Nationalmuseum, och i samband med att ett urval ur samlingen ställdes ut 1942 författades en katalog av Carl David Moselius och Langenskiöld. Han donerade 1930 medel för upprätthållande av den Zornska professuren i konsthistoria vid Stockholms högskola. Förutom doktorsavhandlingen publicerade Langenskiöld en mängd konsthistoriska artiklar i olika facktidskrifter. Han var ledamot i kyrkorådet i Finska församlingen från 1937. Under andra världskriget var Langenskiöld intresserade av konstskatternas skyddande och var 1942–1945 ordförande i Riksluftskyddsförbundets ekonomiutskott samt 1943–1945 sakkunnig i luftskyddsfrågor inom Ecklesiastikdepartementet. Han publicerade Hur Italien skyddar oersättliga konstskatter (1943) och artiklar i luftskyddsfrågor.